# Initiative populaire fédérale suisse sur les banques
L'initiative populaire « contre l'abus du secret bancaire et de la puissance des banques » est une initiative populaire fédérale suisse, rejetée par le peuple et les cantons le 20 mai 1984.

## Contenu
L'initiative propose d'ajouter trois alinéas à l'article 31quater de la Constitution fédérale apportant plusieurs modifications au domaine bancaire en renforçant la lutte contre la fraude fiscale tout en conservant le secret bancaire, en exigeant une extension des
prescriptions en matière de publicité et en limitant le pouvoir des banques sur l'économie de la Suisse.
Le texte complet de l'initiative peut être consulté sur le site de la Chancellerie fédérale.

## Déroulement

### Contexte historique
La Confédération est autorisée à légiférer dans le domaine bancaire selon les articles 31 et 34 de la Constitution approuvée en 1874. En vertu de ces articles, une loi sur les banques est créée en 1934.
Cette loi, partiellement révisée en 1971 pour y inclure différentes formes de sociétés financières et inclure de nouvelles tâches à la banque nationale (FF 7970 I 1157), fait l'objet d'une nouvelle étude dès 1975 ; C'est à la fois dans l'optique de l'avant-projet de révision de cette loi résultant des conclusions de cette étude et à la suite du scandale de Chiasso de 1977 qu'est lancée cette initiative par le Parti socialiste suisse

### Récolte des signatures et dépôt de l'initiative
La récolte des 100 000 signatures nécessaires a débuté le 17 octobre 1978. Le 8 octobre de l'année suivante, l'initiative a été déposée à la chancellerie fédérale qui l'a déclarée valide le 8 
novembre.

### Discussions et recommandations des autorités
Le parlement et le Conseil fédéral recommandent tous deux le rejet de cette initiative. Dans son message aux Chambres fédérales, le gouvernement, tout en reconnaissant la nécessité de renforcer la surveillance de ce secteur économique, juge que l'acceptation de cette proposition restreindrait trop la liberté d'action des banques. Il juge également que la plupart des mesures proposées pourraient être traitées dans le cadre de la révision de la loi sur les banques.

### Votation
Soumise à la votation le 20 mai 1984, l'initiative est refusée par la totalité des 20 6/2 cantons et par 73,0 % des suffrages exprimés. Le tableau ci-dessous détaille les résultats par cantons pour ce vote :